# Jeanette Biedermann/Diskografie
Diese Diskografie ist eine Übersicht über die musikalischen Werke der deutschen Popsängerin Jeanette Biedermann. Den Quellenangaben und Schallplattenauszeichnungen zufolge hat sie bisher mehr als 2,3 Millionen Tonträger verkauft. Ihre erfolgreichsten Veröffentlichungen sind das dritte Studioalbum Rock My Life sowie die Singles Go Back, How It’s Got to Be und Rock My Life mit jeweils über 300.000 verkauften Einheiten.

## Alben

### Studioalben
| Jahr | Titel Musiklabel                          | Höchstplatzierung, Gesamtwochen, AuszeichnungChartplatzierungen (Jahr, Titel, Musiklabel, Platzierungen, Wochen, Auszeichnungen, Anmerkungen) | Höchstplatzierung, Gesamtwochen, AuszeichnungChartplatzierungen (Jahr, Titel, Musiklabel, Platzierungen, Wochen, Auszeichnungen, Anmerkungen) | Höchstplatzierung, Gesamtwochen, AuszeichnungChartplatzierungen (Jahr, Titel, Musiklabel, Platzierungen, Wochen, Auszeichnungen, Anmerkungen) | Anmerkungen                                                 |
| Jahr | Titel Musiklabel                          | DE | AT | CH | Anmerkungen                                                 |
| ---- | ----------------------------------------- | --- | --- | --- | ----------------------------------------------------------- |
| 2000 | Enjoy! Polydor (UMG)                      | DE39 (16 Wo.)DE | — | CH67 (5 Wo.)CH | Erstveröffentlichung: 13. November 2000                     |
| 2001 | Delicious Polydor (UMG)                   | DE16 Gold · (23 Wo.)DE | AT70 (3 Wo.)AT | CH60 (3 Wo.)CH | Erstveröffentlichung: 12. November 2001 Verkäufe: + 150.000 |
| 2002 | Rock My Life Polydor (UMG)                | DE7 Platin · (41 Wo.)DE | AT28 (10 Wo.)AT | CH75 (6 Wo.)CH | Erstveröffentlichung: 25. November 2002 Verkäufe: + 300.000 |
| 2003 | Break On Through Universal Music (UMG)    | DE6 Platin · (38 Wo.)DE | AT7 Gold · (11 Wo.)AT | CH10 (11 Wo.)CH | Erstveröffentlichung: 3. November 2003 Verkäufe: + 215.000  |
| 2006 | Naked Truth Polydor (UMG)                 | DE14 (5 Wo.)DE | AT44 (2 Wo.)AT | CH55 (2 Wo.)CH | Erstveröffentlichung: 7. April 2006 Verkäufe: + 30.000      |
| 2009 | Undress to the Beat Universal Music (UMG) | DE13 (5 Wo.)DE | AT27 (4 Wo.)AT | CH41 (5 Wo.)CH | Erstveröffentlichung: 20. März 2009 Verkäufe: + 50.000      |
| 2019 | DNA Columbia Records (Sony)               | DE8 (5 Wo.)DE | AT30 (1 Wo.)AT | CH31 (1 Wo.)CH | Erstveröffentlichung: 20. September 2019 Verkäufe: + 25.000 |

### Livealben
| Jahr | Titel Musiklabel                                          | Höchstplatzierung, Gesamtwochen, AuszeichnungChartplatzierungen (Jahr, Titel, Musiklabel, Platzierungen, Wochen, Auszeichnungen, Anmerkungen) | Höchstplatzierung, Gesamtwochen, AuszeichnungChartplatzierungen (Jahr, Titel, Musiklabel, Platzierungen, Wochen, Auszeichnungen, Anmerkungen) | Höchstplatzierung, Gesamtwochen, AuszeichnungChartplatzierungen (Jahr, Titel, Musiklabel, Platzierungen, Wochen, Auszeichnungen, Anmerkungen) | Anmerkungen                                                                       |
| Jahr | Titel Musiklabel                                          | DE | AT | CH | Anmerkungen                                                                       |
| ---- | --------------------------------------------------------- | --- | --- | --- | --------------------------------------------------------------------------------- |
| 2003 | Jeanette in Concert: Rock My Life Polydor (UMG)           | DE81 (1 Wo.)DE | — | — | Erstveröffentlichung: 30. November 2003                                           |
| 2006 | Naked Truth – Live at Bad Girls Club Kuba • Polydor (UMG) | DE53 (1 Wo.)DE | — | — | Erstveröffentlichung: 18. August 2006                                             |
| 2020 | DNA – Live 2020 Columbia Records (Sony)                   | DE*DE | — | — | Erstveröffentlichung: 18. September 2020 Verkäufe werden Studioalbum hinzuaddiert |

### EPs
| Jahr | Titel Musiklabel     | Anmerkungen                           |
| ---- | -------------------- | ------------------------------------- |
| 2021 | 2000er Polydor (UMG) | Erstveröffentlichung: 27. August 2021 |

### Weihnachtsalben
| Jahr | Titel Musiklabel                     | Höchstplatzierung, Gesamtwochen, AuszeichnungChartplatzierungen (Jahr, Titel, Musiklabel, Platzierungen, Wochen, Auszeichnungen, Anmerkungen) | Höchstplatzierung, Gesamtwochen, AuszeichnungChartplatzierungen (Jahr, Titel, Musiklabel, Platzierungen, Wochen, Auszeichnungen, Anmerkungen) | Höchstplatzierung, Gesamtwochen, AuszeichnungChartplatzierungen (Jahr, Titel, Musiklabel, Platzierungen, Wochen, Auszeichnungen, Anmerkungen) | Anmerkungen                             |
| Jahr | Titel Musiklabel                     | DE | AT | CH | Anmerkungen                             |
| ---- | ------------------------------------ | --- | --- | --- | --------------------------------------- |
| 2004 | Merry Christmas Kuba • Polydor (UMG) | DE22 (9 Wo.)DE | AT43 (3 Wo.)AT | — | Erstveröffentlichung: 22. November 2004 |

## Singles

### Als Leadmusikerin
| Jahr | Titel Album                                              | Höchstplatzierung, Gesamtwochen, AuszeichnungChartplatzierungen (Jahr, Titel, Album, Platzierungen, Wochen, Auszeichnungen, Anmerkungen) | Höchstplatzierung, Gesamtwochen, AuszeichnungChartplatzierungen (Jahr, Titel, Album, Platzierungen, Wochen, Auszeichnungen, Anmerkungen) | Höchstplatzierung, Gesamtwochen, AuszeichnungChartplatzierungen (Jahr, Titel, Album, Platzierungen, Wochen, Auszeichnungen, Anmerkungen) | Anmerkungen |
| Jahr | Titel Album                                              | DE | AT | CH | Anmerkungen |
| ---- | -------------------------------------------------------- | --- | --- | --- | --- |
| 1999 | Das tut unheimlich weh Countdown Grand Prix 99 (Sampler) | — | — | — | Erstveröffentlichung: 15. März 1999                                                                                           |
| 2000 | Go Back Enjoy!                                           | DE8 Gold · (20 Wo.)DE | AT59 (3 Wo.)AT | CH16 (15 Wo.)CH | Erstveröffentlichung: 25. September 2000 Verkäufe: + 300.000                                                                  |
| 2001 | Will You Be There Enjoy!                                 | DE28 (9 Wo.)DE | AT49 (5 Wo.)AT | CH73 (5 Wo.)CH | Erstveröffentlichung: 12. Februar 2001                                                                                        |
| 2001 | How It’s Got to Be / No Style! Delicious                 | DE7 Gold · (18 Wo.)DE | AT22 (18 Wo.)AT | CH22 (12 Wo.)CH | Erstveröffentlichung: 1. Oktober 2001 Verkäufe: + 300.000                                                                     |
| 2002 | No More Tears Delicious                                  | DE9 (15 Wo.)DE | AT15 (13 Wo.)AT | CH43 (11 Wo.)CH | Erstveröffentlichung: 25. Februar 2002                                                                                        |
| 2002 | Sunny Day –                                              | DE12 (12 Wo.)DE | AT33 (13 Wo.)AT | CH87 (3 Wo.)CH | Erstveröffentlichung: 24. Juni 2002                                                                                           |
| 2002 | Rock My Life                                             | DE3 Gold · (16 Wo.)DE | AT6 (19 Wo.)AT | CH37 (15 Wo.)CH | Erstveröffentlichung: 14. Oktober 2002 Verkäufe: + 300.000                                                                    |
| 2002 | We’ve Got Tonight Rock My Life                           | DE7 Gold · (14 Wo.)DE | AT6 (17 Wo.)AT | CH25 (14 Wo.)CH | Erstveröffentlichung: 11. November 2002 Verkäufe: + 250.000, feat. Ronan Keating Original: Bob Seger & The Silver Bullet Band |
| 2003 | It’s Over Now Rock My Life                               | DE6 (12 Wo.)DE | AT18 (14 Wo.)AT | CH63 (4 Wo.)CH | Erstveröffentlichung: 3. März 2003                                                                                            |
| 2003 | Right Now Rock My Life                                   | DE4 (15 Wo.)DE | AT11 (15 Wo.)AT | CH45 (10 Wo.)CH | Erstveröffentlichung: 16. Juni 2003 Verkäufe: + 100.000                                                                       |
| 2003 | Rockin’ on Heaven’s Floor Break On Through               | DE3 (14 Wo.)DE | AT6 (19 Wo.)AT | CH6 (14 Wo.)CH | Erstveröffentlichung: 13. Oktober 2003 Verkäufe: + 100.000                                                                    |
| 2004 | No Eternity Break On Through                             | DE9 (9 Wo.)DE | AT40 (6 Wo.)AT | CH43 (7 Wo.)CH | Erstveröffentlichung: 8. März 2004                                                                                            |
| 2004 | Hold the Line Break On Through                           | DE11 (10 Wo.)DE | AT27 (8 Wo.)AT | — | Erstveröffentlichung: 28. Juni 2004                                                                                           |
| 2004 | Run with Me Naked Truth (Deluxe Edition)                 | DE3 (12 Wo.)DE | AT14 (13 Wo.)AT | CH24 (10 Wo.)CH | Erstveröffentlichung: 8. November 2004 Verkäufe: + 180.000                                                                    |
| 2004 | The Infant Light Merry Christmas                         | DE11 (9 Wo.)DE | — | CH59 (4 Wo.)CH | Erstveröffentlichung: 6. Dezember 2004                                                                                        |
| 2005 | Bad Girls Club Naked Truth                               | DE20 (9 Wo.)DE | AT67 (1 Wo.)AT | CH35 (3 Wo.)CH | Erstveröffentlichung: 14. Oktober 2005 Verkäufe: + 40.000                                                                     |
| 2006 | Endless Love Naked Truth                                 | DE22 (6 Wo.)DE | AT51 (1 Wo.)AT | CH76 (1 Wo.)CH | Erstveröffentlichung: 17. März 2006                                                                                           |
| 2006 | Heat of the Summer Naked Truth                           | DE50 (4 Wo.)DE | — | — | Erstveröffentlichung: 4. August 2006                                                                                          |
| 2009 | Undress to the Beat                                      | DE6 (11 Wo.)DE | AT20 (8 Wo.)AT | CH94 (1 Wo.)CH | Erstveröffentlichung: 27. Februar 2009                                                                                        |
| 2009 | Material Boy (Don’t Look Back) Undress to the Beat       | DE43 (4 Wo.)DE | AT69 (1 Wo.)AT | — | Erstveröffentlichung: 29. Mai 2009                                                                                            |
| 2009 | Solitary Rose Undress to the Beat                        | DE15 (7 Wo.)DE | AT16 (6 Wo.)AT | CH59 (2 Wo.)CH | Erstveröffentlichung: 30. Oktober 2009                                                                                        |
| 2019 | Wie ein offenes Buch DNA                                 | — | — | — | Erstveröffentlichung: 26. April 2019                                                                                          |
| 2019 | Deine Geschichten DNA                                    | — | — | — | Erstveröffentlichung: 17. Mai 2019                                                                                            |
| 2019 | In den 90ern DNA                                         | — | — | — | Erstveröffentlichung: 26. Juli 2019                                                                                           |
| 2019 | Besser mit Dir DNA                                       | — | — | — | Erstveröffentlichung: 16. August 2019                                                                                         |
| 2020 | 10.000 Fragen –                                          | — | — | — | Erstveröffentlichung: 30. Oktober 2020                                                                                        |
| 2021 | The Book of Love –                                       | — | — | — | Erstveröffentlichung: 2. April 2021                                                                                           |
| 2021 | Weil du lachst –                                         | — | — | — | Erstveröffentlichung: 9. Juli 2021                                                                                            |
| 2021 | You Get What You Give –                                  | — | — | — | Erstveröffentlichung: 17. September 2021                                                                                      |
| 2021 | Wenn du willst –                                         | — | — | — | Erstveröffentlichung: 10. Dezember 2021                                                                                       |
| 2022 | Higher Power (80’s Style) –                              | — | — | — | Erstveröffentlichung: 23. April 2022 Original: Coldplay                                                                       |
| 2022 | Will You Love Me Tomorrow –                              | — | — | — | Erstveröffentlichung: 14. Oktober 2022 Original: The Shirelles                                                                |
| 2022 | Unterm Strich –                                          | — | — | — | Erstveröffentlichung: 25. November 2022                                                                                       |
| 2023 | Wir sind raus –                                          | — | — | — | Erstveröffentlichung: 21. April 2023                                                                                          |
| 2023 | Sing! –                                                  | — | — | — | Erstveröffentlichung: 8. Dezember 2023                                                                                        |

### Als Gastmusikerin
| Jahr | Titel Album                                   | Anmerkungen                                                                    |
| ---- | --------------------------------------------- | ------------------------------------------------------------------------------ |
| 1999 | Mein kleiner Prinz Tausend kleine Winterfeuer | Erstveröffentlichung: 17. November 1999 Kristina Bach mit Jeanette             |
| 2021 | Diese Welt braucht Liebe –                    | Erstveröffentlichung: 29. Oktober 2021 Nico Suave & Teesy feat. Liebe Allstars |

## Videoalben und Musikvideos

### Videoalben
| Jahr | Titel Musiklabel                                              | Höchstplatzierung, Gesamtwochen, AuszeichnungChartplatzierungen (Jahr, Titel, Musiklabel, Platzierungen, Wochen, Auszeichnungen, Anmerkungen) | Höchstplatzierung, Gesamtwochen, AuszeichnungChartplatzierungen (Jahr, Titel, Musiklabel, Platzierungen, Wochen, Auszeichnungen, Anmerkungen) | Höchstplatzierung, Gesamtwochen, AuszeichnungChartplatzierungen (Jahr, Titel, Musiklabel, Platzierungen, Wochen, Auszeichnungen, Anmerkungen) | Anmerkungen                                                                      |
| Jahr | Titel Musiklabel                                              | DE | AT | CH | Anmerkungen                                                                      |
| ---- | ------------------------------------------------------------- | --- | --- | --- | -------------------------------------------------------------------------------- |
| 2003 | Delicious Tour Polydor (UMG)                                  | DE*DE | AT*AT | CH*CH | Erstveröffentlichung: 31. März 2003 * siehe Delicious                            |
| 2003 | Jeanette in Concert: Rock My Life Polydor (UMG)               | DE* GoldDE | — | CH*CH | Erstveröffentlichung: 30. November 2003 Verkäufe: + 25.000; * siehe Rock My Life |
| 2004 | Break on Through Tour 2004 Kuba • Polydor (UMG)               | DE1 Gold · (… Wo.)DE | AT2 (8 Wo.)AT | CH*CH | Erstveröffentlichung: 11. Juli 2004 Verkäufe: + 25.000; * siehe Break on Through |
| 2006 | Naked Truth – Live at the Bad Girls Club Kuba • Polydor (UMG) | DE*DE | — | CH*CH | Erstveröffentlichung: 18. August 2006 * siehe Naked Truth                        |

### Musikvideos
| Jahr | Titel                          | Regisseur(e)                                              |
| ---- | ------------------------------ | --------------------------------------------------------- |
| 2000 | Go Back                        | Oliver Sommer                                             |
| 2001 | Will You be There              | Erste Liebe                                               |
| 2001 | How It’s Got to Be             | Oliver Sommer                                             |
| 2001 | No More Tears                  | Oliver Sommer                                             |
| 2002 | Sunny Day                      | Oliver Sommer                                             |
| 2002 | Rock My Life                   | Oliver Sommer                                             |
| 2002 | We’ve Got Tonight              | Oliver Sommer                                             |
| 2003 | It’s Over Now                  | Oliver Sommer                                             |
| 2003 | Right Now                      | Sandra Marschner (Version 1) / Joern Heitmann (Version 2) |
| 2003 | Rockin’ on Heaven’s Floor      | Jörn Heitmann                                             |
| 2004 | No Eternity                    | Jörn Heitmann                                             |
| 2004 | Hold the Line                  | Oliver Sommer                                             |
| 2004 | Run with Me                    | Oliver Sommer                                             |
| 2004 | The Infant Light               | Oliver Sommer                                             |
| 2005 | Bad Girls Club                 | Oliver Sommer                                             |
| 2006 | Endless Love                   | Sandra Marschner                                          |
| 2006 | Heat of the Summer             | Sandra Marschner                                          |
| 2009 | Undress to the Beat            | Katja Kuhl                                                |
| 2009 | Material Boy (Don’t Look Back) | Katja Kuhl                                                |
| 2009 | Solitary Rose                  | Nikolaj Georgiew                                          |
| 2019 | Deine Geschichten              |                                                           |
| 2019 | Besser mit dir                 |                                                           |
| 2020 | 10.000 Fragen                  | Carsten Seibt                                             |
| 2021 | The Book of Love               | Marcel Brell                                              |
| 2021 | Weil du lachst                 | Marcel Brell                                              |
| 2021 | You Get What You Give          | Marcel Brell                                              |
| 2021 | Diese Welt braucht Liebe       | Juno Entertainment                                        |
| 2021 | Wenn du willst                 | Marcel Brell                                              |
| 2022 | Unterm Strich                  | Marcel Brell                                              |
| 2023 | Wir sind raus                  | Marcel Brell                                              |
| 2023 | Sing!                          | Carsten Seibt                                             |

## Autorenbeteiligungen
Biedermann schreibt die meisten ihrer Lieder selbst. Darüber hinaus ist sie auch als Autorin ihrer Bandprojekte sowie für andere Künstler tätig. Die folgende Tabelle beinhaltet eine Übersicht der Charterfolge, die Biedermann als Autorin und nicht als Solointerpretin feierte.
| Jahr | Titel Interpretation          | Höchstplatzierung, Gesamtwochen, AuszeichnungChartplatzierungen (Jahr, Titel, Interpretation, Platzierungen, Wochen, Auszeichnungen, Anmerkungen) | Höchstplatzierung, Gesamtwochen, AuszeichnungChartplatzierungen (Jahr, Titel, Interpretation, Platzierungen, Wochen, Auszeichnungen, Anmerkungen) | Höchstplatzierung, Gesamtwochen, AuszeichnungChartplatzierungen (Jahr, Titel, Interpretation, Platzierungen, Wochen, Auszeichnungen, Anmerkungen) | Anmerkungen                           |
| Jahr | Titel Interpretation          | DE | AT | CH | Anmerkungen                           |
| ---- | ----------------------------- | --- | --- | --- | ------------------------------------- |
| 2007 | Dein Tag Selina               | DE70 (5 Wo.)DE | — | — | Erstveröffentlichung: 22. Juni 2007   |
| 2008 | Ich bin nicht mehr ich Selina | DE44 (6 Wo.)DE | — | — | Erstveröffentlichung: 18. Juli 2008   |
| 2012 | Ein Schritt weiter Ewig       | DE100 (1 Wo.)DE | — | — | Erstveröffentlichung: 30. August 2012 |

## Sonderveröffentlichungen

### Lieder
| Jahr | Titel Album                                                                 | Anmerkungen                                                                                         |
| ---- | --------------------------------------------------------------------------- | --------------------------------------------------------------------------------------------------- |
| 1999 | Mein kleiner Prinz Tausend kleine Winterfeuer                               | Erstveröffentlichung: 2. November 1999 Kristina Bach mit Jeanette                                   |
| 2014 | You Shook Me All Night Long Home Sweet Home (International Special Edition) | Erstveröffentlichung: 5. September 2014 Andreas Gabalier feat. Jeanette Biedermann; Original: AC/DC |
| 2018 | 1 mit dir Labyrinth                                                         | Erstveröffentlichung: 19. Oktober 2018 Karat feat. Jeanette Biedermann; Original: Ewig              |
| 2022 | Beste Version Gute Neuigkeiten                                              | Erstveröffentlichung: 21. Januar 2022 Nico Suave feat. Jeanette Biedermann                          |

| Jahr | Titel Album                                                                  | Anmerkungen |
| ---- | ---------------------------------------------------------------------------- | --- |
| 1999 | Das tut unheimlich weh Countdown Grand Prix 99                               | Erstveröffentlichung: 15. März 1999 |
| 2000 | Immer noch Gute Zeiten Schlechte Zeiten Vol. 22 – Happy Times                | Erstveröffentlichung: 3. Januar 2000 |
| 2004 | Baby, wenn ich Down bin Poesiealbum Udo Lindenberg                           | Erstveröffentlichung: 9. Februar 2004 Original: Udo Lindenberg & Leata Galloway; mit Benjamin von Stuckrad-Barre                          |
| 2004 | Rockin’ and Rollin’ Poesiealbum Udo Lindenberg                               | Erstveröffentlichung: 9. Februar 2004 Original: Udo Lindenberg                                                                            |
| 2006 | Like a Virgin Come Together – A Tribute to Bravo                             | Erstveröffentlichung: 29. Juni 2006 Original: Madonna                                                                                     |
| 2019 | Feuerwerk Sing meinen Song – Das Tauschkonzert Vol. 6                        | Erstveröffentlichung: 7. Mai 2019 Original: Wincent Weiss                                                                                 |
| 2019 | Nie wieder Alkohol Sing meinen Song – Das Tauschkonzert Vol. 6               | Erstveröffentlichung: 14. Mai 2019 Original: Johannes Oerding                                                                             |
| 2019 | Cuando volverás Sing meinen Song – Das Tauschkonzert Vol. 6                  | Erstveröffentlichung: 23. Mai 2019 Original: Álvaro Soler                                                                                 |
| 2019 | Howling at the Moon Sing meinen Song – Das Tauschkonzert Vol. 6              | Erstveröffentlichung: 23. Mai 2019 Original: Milow                                                                                        |
| 2019 | iD Sing meinen Song – Das Tauschkonzert Vol. 6                               | Erstveröffentlichung: 23. Mai 2019 Original: Michael Patrick Kelly                                                                        |
| 2019 | In the Shadows Sing meinen Song – Das Tauschkonzert Vol. 6                   | Erstveröffentlichung: 23. Mai 2019 Original: Beyond the Black                                                                             |
| 2019 | Ich will noch nicht nach Hause Sing meinen Song – Die Weihnachtsparty Vol. 6 | Erstveröffentlichung: 26. November 2019 mit Jennifer Haben, Michael Patrick Kelly, Milow, Johannes Oerding & Álvaro Soler & Wincent Weiss |
| 2019 | Please Come Home for Christmas Sing meinen Song – Die Weihnachtsparty Vol. 6 | Erstveröffentlichung: 26. November 2019 Original: Charles Brown                                                                           |
| 2019 | Winter Sing meinen Song – Die Weihnachtsparty Vol. 6                         | Erstveröffentlichung: 26. November 2019 mit Milow; Original: Tori Amos                                                                    |

| Jahr | Titel Soundtrack zu                                       | Anmerkungen                                      |
| ---- | --------------------------------------------------------- | ------------------------------------------------ |
| 2001 | Will You Be There Mädchen, Mädchen                        | Erstveröffentlichung: 2. April 2001              |
| 2001 | Please Stay Atlantis – Das Geheimnis der verlorenen Stadt | Erstveröffentlichung: 26. November 2001          |
| 2016 | Es geht mir gut Conni & Co                                | Erstveröffentlichung: 2. September 2016 mit Ewig |

### Videoalben
| Jahr | Titel Musiklabel                            | Anmerkungen |
| ---- | ------------------------------------------- | --- |
| 2002 | Live-Konzert – Delicious Tour Polydor (UMG) | Erstveröffentlichung: 25. November 2002 Teil der „Limited Edition“ von Rock My Life; Verkäufe werden Rock My Life hinzuaddiert |

## Promoveröffentlichungen
| Jahr | Titel Album                          | Anmerkungen                |
| ---- | ------------------------------------ | -------------------------- |
| 2003 | Tellin’ You Goodbye Break On Through | Erstveröffentlichung: 2003 |

## Statistik

### Chartauswertung
Die folgende Aufstellung beinhaltet eine Übersicht über die Charterfolge Biedermanns in den Album-, Musik-DVD- und Singlecharts. Zu beachten ist, dass unter den Singles nur Interpretationen und keine Autorenbeteiligungen berücksichtigt wurden.
|                     | DE     | AT    | CH    |
| ------------------- | ------ | ----- | ----- |
| Nummer-eins-Alben   | DE—DE  | AT—AT | CH—CH |
| Top-10-Alben        | DE3DE  | AT1AT | CH1CH |
| Alben in den Charts | DE10DE | AT7AT | CH7CH |

|                       | DE     | AT     | CH     |
| --------------------- | ------ | ------ | ------ |
| Nummer-eins-Singles   | DE—DE  | AT—AT  | CH—CH  |
| Top-10-Singles        | DE11DE | AT3AT  | CH1CH  |
| Singles in den Charts | DE20DE | AT18AT | CH17CH |

|                          | DE    | AT    | CH    |
| ------------------------ | ----- | ----- | ----- |
| Nummer-eins-Videoalben   | DE1DE | AT—AT | CH—CH |
| Top-10-Videoalben        | DE1DE | AT1AT | CH—CH |
| Videoalben in den Charts | DE1DE | AT1AT | CH—CH |

### Auszeichnungen für Musikverkäufe
Anmerkung: Auszeichnungen in Ländern aus den Charttabellen bzw. Chartboxen sind in ebendiesen zu finden.
| Land/RegionAuszeichnungen für Musikverkäufe (Land/Region, Auszeichnungen, Verkäufe, Quellen) | Gold     | Platin     | Verkäufe  | Quellen                            |
| -------------------------------------------------------------------------------------------- | -------- | ---------- | --------- | ---------------------------------- |
| Deutschland (BVMI)                                                                           | 7× Gold7 | 2× Platin2 | 1.700.000 | musikindustrie.de, Einzelnachweise |
| Österreich (IFPI)                                                                            | Gold1    | —          | 10.000    | ifpi.at                            |
| Insgesamt                                                                                    | 8× Gold8 | 2× Platin2 |           |                                    |